# Vetenskapsåret 1772

## Händelser
- Johann Bode publicerar Titius–Bodes lag.
- Daniel Rutherford upptäcker kväve.[1] Carl Wilhelm Scheele visar samtidigt att luft består av eldsluft (syre) och skämd luft (resten, mestadels kväve).

## Priser
- Copleymedaljen: Joseph Priestley, brittisk kemist och präst.

## Födda
- 15 april - Étienne Geoffroy Saint-Hilaire (död 1844), fransk biolog.

## Avlidna
- 22 mars - John Canton (född 1718), engelsk fysiker.
- 19 juli - Anders Nordencrantz (född 1697), svensk ämbetsman, och nationalekonomisk och politisk skriftställare.
- 30 september - James Brindley (född 1716), engelsk kanalbyggare.

### Fotnoter
1. ↑  Lavoisier, Antoine Laurent (1965). Elements of chemistry, in a new systematic order: containing all the modern discoveries. Courier Dover Publications. sid. 15. ISBN 0-486-64624-6. http://books.google.com/books?id=yS_m3PrVbpgC&pg=PR15